# Museo Cernuschi
El Museo Cernuschi es un museo parisino dedicado a las artes asiáticas, y más específicamente a aquellas de Extremo Oriente: China, Japón, Corea y Vietnam. Es el segundo museo consagrado a las artes asiáticas en Francia y el quinto dedicado al arte chino en Europa.

## Historia
Este museo se creó inicialmente gracias al legado de las colecciones realizado en 1896 a la ciudad de París por el financiero Henri Cernuschi. Inaugurado en 1898, es uno de los museos más antiguos de la ciudad. Ocupa el sexto lugar entre los museos municipales de París y recibe aproximadamente 60 000 visitantes al año. Es uno de los catorce museos de la ciudad de París gestionados desde el 1 de enero de 2013 por el establecimiento público administrativo Paris Musées.

## Localización

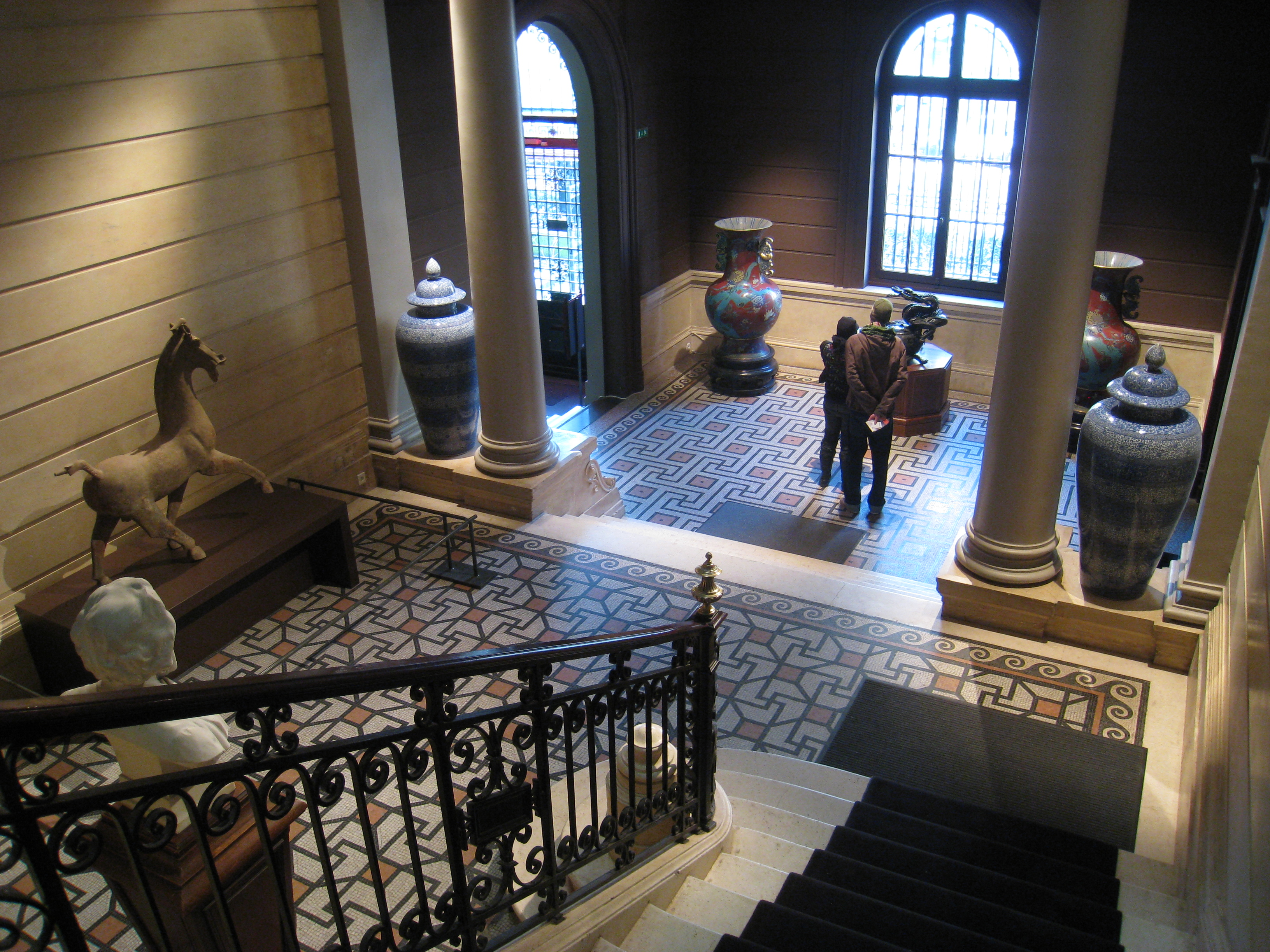
Interior

El museo está instalado en la residencia del donante, Henri Cernuschi (1821-1896), cerca del parque Monceau, en el número 7 de avenue Vélasquez (VIII distrito). El hotel fue construido por el arquitecto William Bouwens van der Boijen (1834-1907). La estación de metro Villiers es la más cercana.

## Las colecciones
Entre 2001 y 2005, el museo fue completamente renovado. Posee más de 15 000 obras y es una de las cinco principales colecciones de arte chino de Europa. Con más de mil obras, la colección de bronces del Museo Cernuschi es una de las más importantes del mundo. Posee una colección única en Europa de pintores representativos de la China imperial de las dinastías Ming (1368-1644) y Qing (1644-1911), así como, una excelente colección de pintura china moderna de la primera mitad del siglo XX. Muchos de estos pintores modernos optaron por vivir la mayor parte de su vida como pintores en París e hicieron la transición del arte chino antiguo al moderno.
Más de 900 obras forman parte de la exposición permanente, dedicada al arte chino. La pieza más imponente que se expone en el museo es el Buda de Meguro, un bronce japonés del siglo XVIII que es la pieza monumental del centro del museo, en la sala 5. Se trata de una colosal estatua japonesa de finales del siglo XVIII, adquirida por Henri Cernuschi durante su viaje a Extremo Oriente. Los demás objetos de arte japonés proceden principalmente de esta primera colección de Henri Cernuschi.
El museo también posee colecciones coreanas y vietnamitas de muy alta calidad. Las colecciones conservadas en las reservas del museo, principalmente japonesas, coreanas y vietnamitas, pero también chinas, se presentan en exposiciones temporales. Las nuevas adquisiciones del museo se presentan en una sección especial de las galerías de la colección permanente.
Además el museo organiza actividades culturales como encuentros literarios, lecturas y demostraciones de caligrafía y pintura de Extremo Oriente.

### Japón

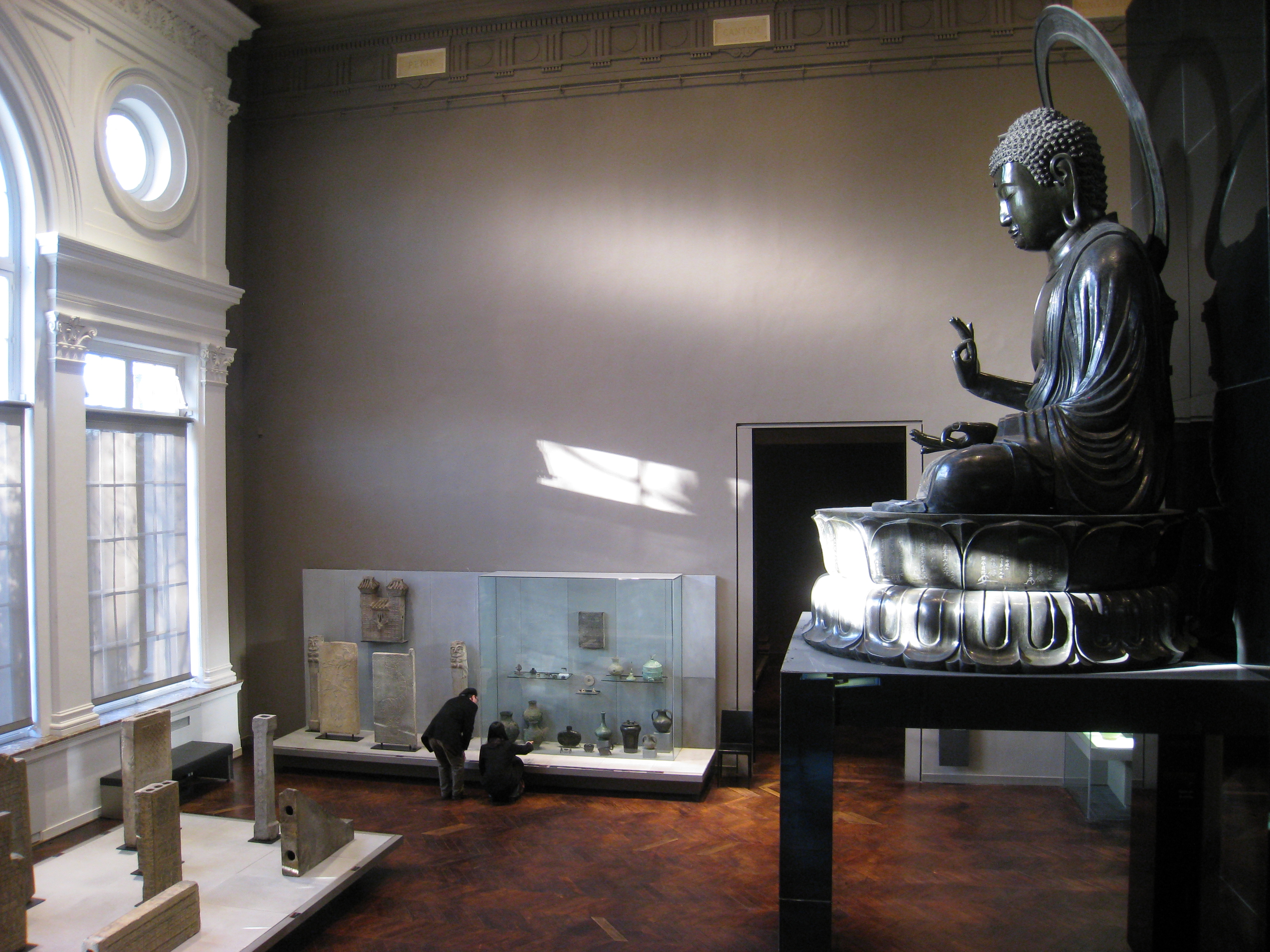
Esta gran estatua de Buda Amida procede de un pequeño templo del distrito de Meguro en Tokio, el Banryûji. Este templo dependía de un monasterio, el Enzanji, de la secta Jodo del budismo Amida. Época Tempô (1829-1844). Esta sala también está dedicada a las artes de la China Han

## Galería

### China : Los dinastías reales de la Antigüedad (2200 - 221 a.C.)

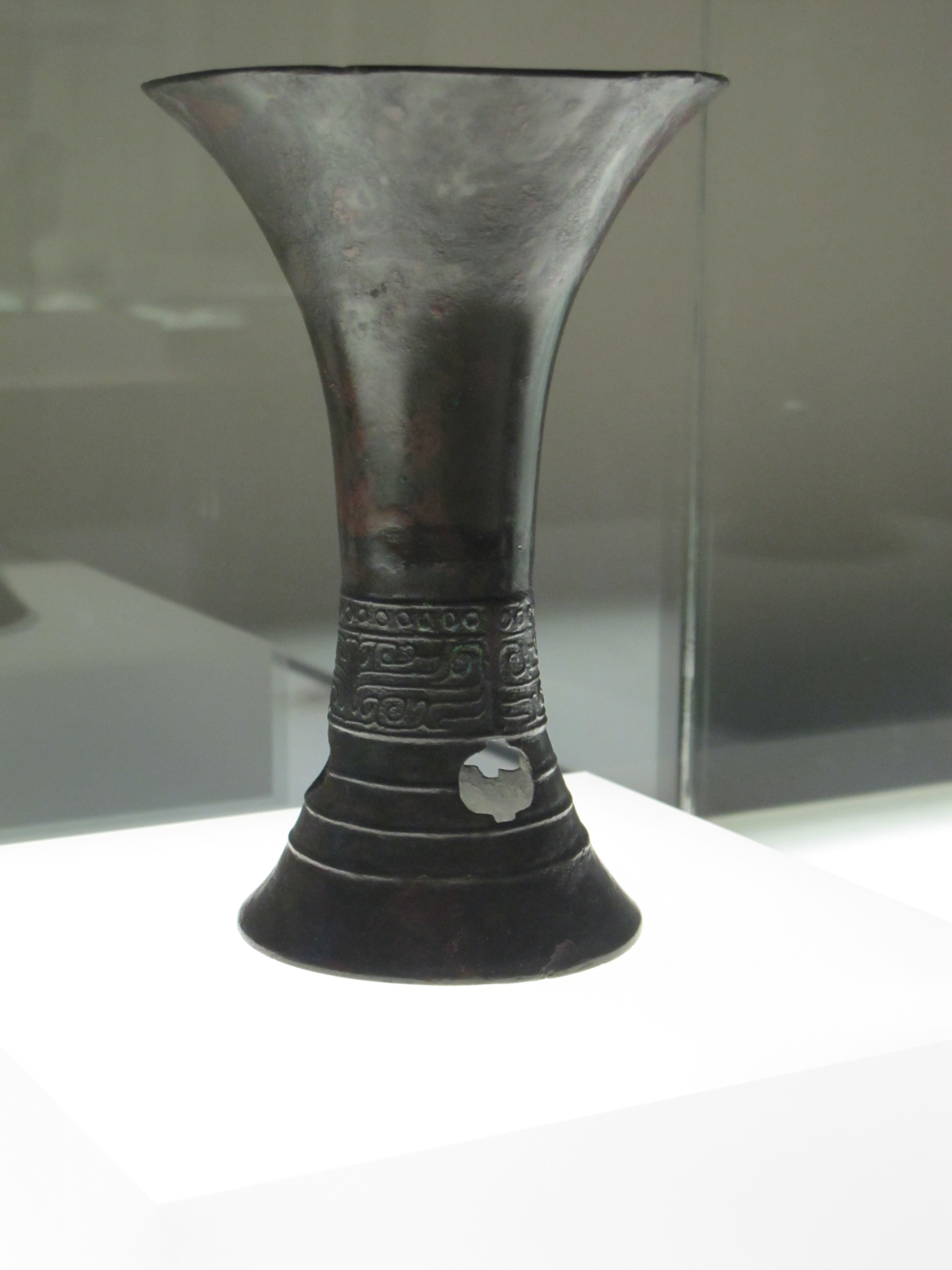
Jarrón gu para las bebidas fermentées. Bronce. Periodo de Erligang (c. 1550–c. 1300)
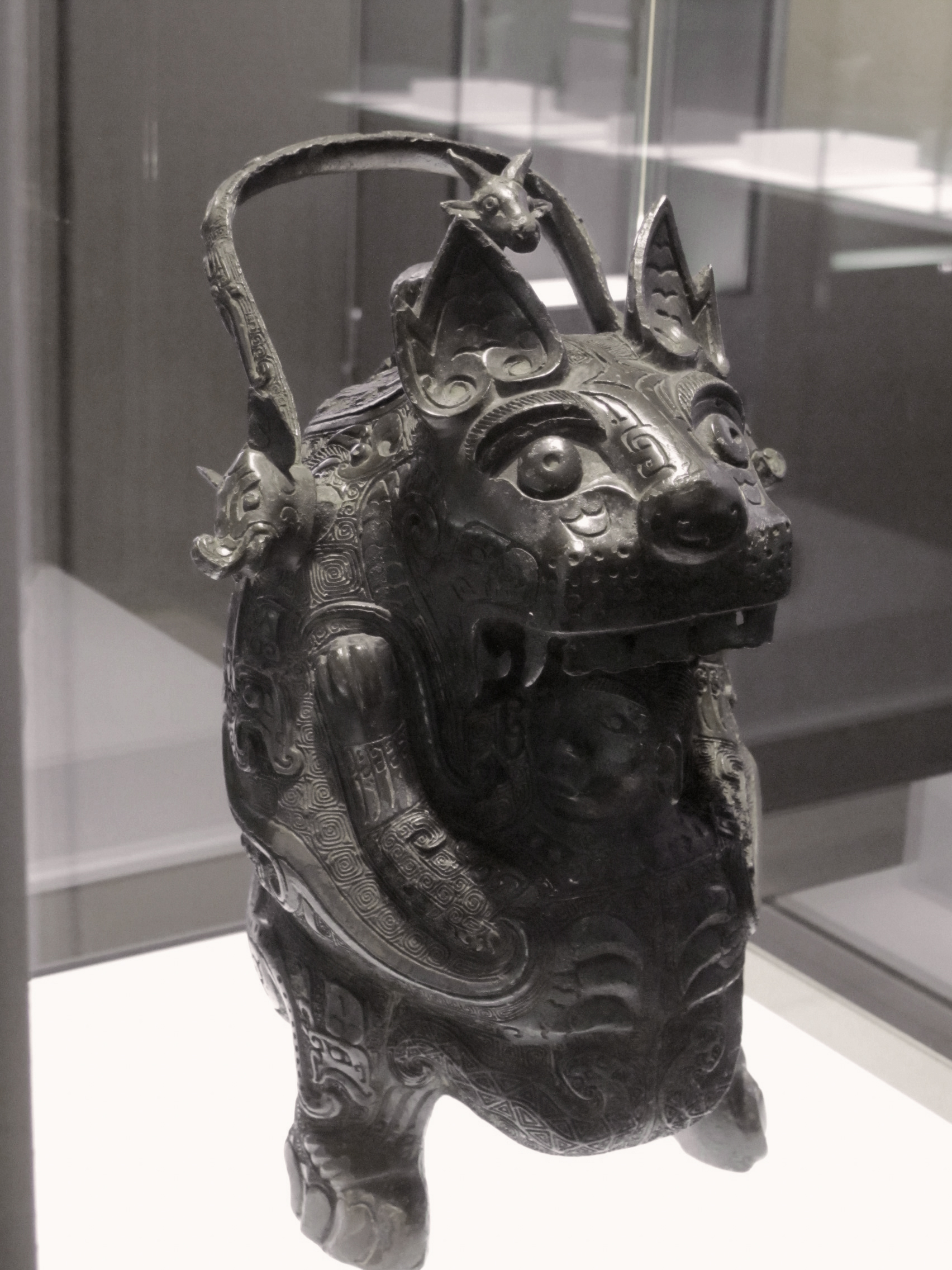
Jarrón you para conservar las bebidas, llamado: la Tigresa. Bronce, fuera del territorio Shang. Hunan, siglo XI.
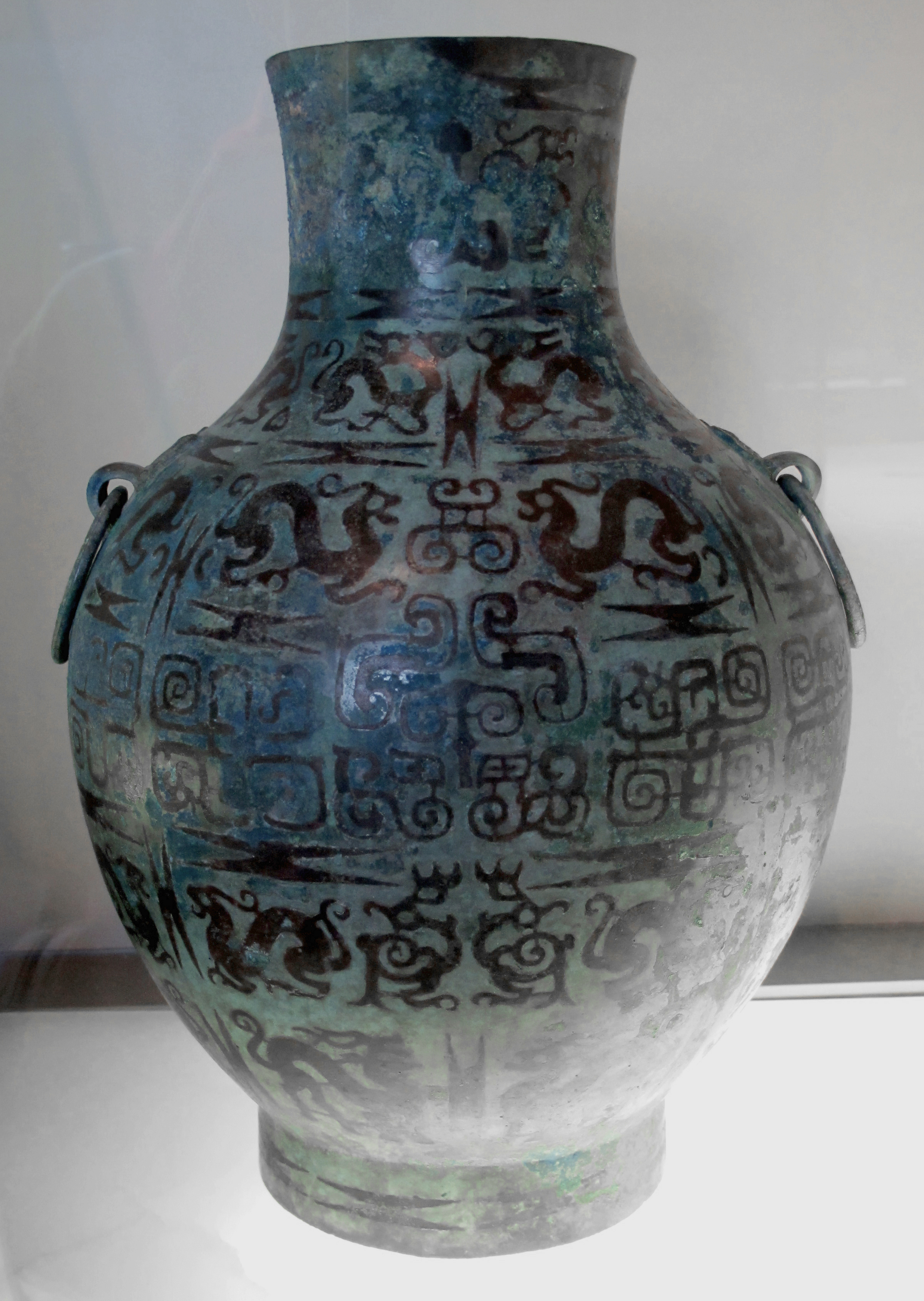
Jarrón hu para conservar bebidad fermentadas. Bronce con incrustación de cobre. H. : 39,8 cm. V siglo a. C. Dinastía Zhou

### China imperial (221 a.C.-1912)

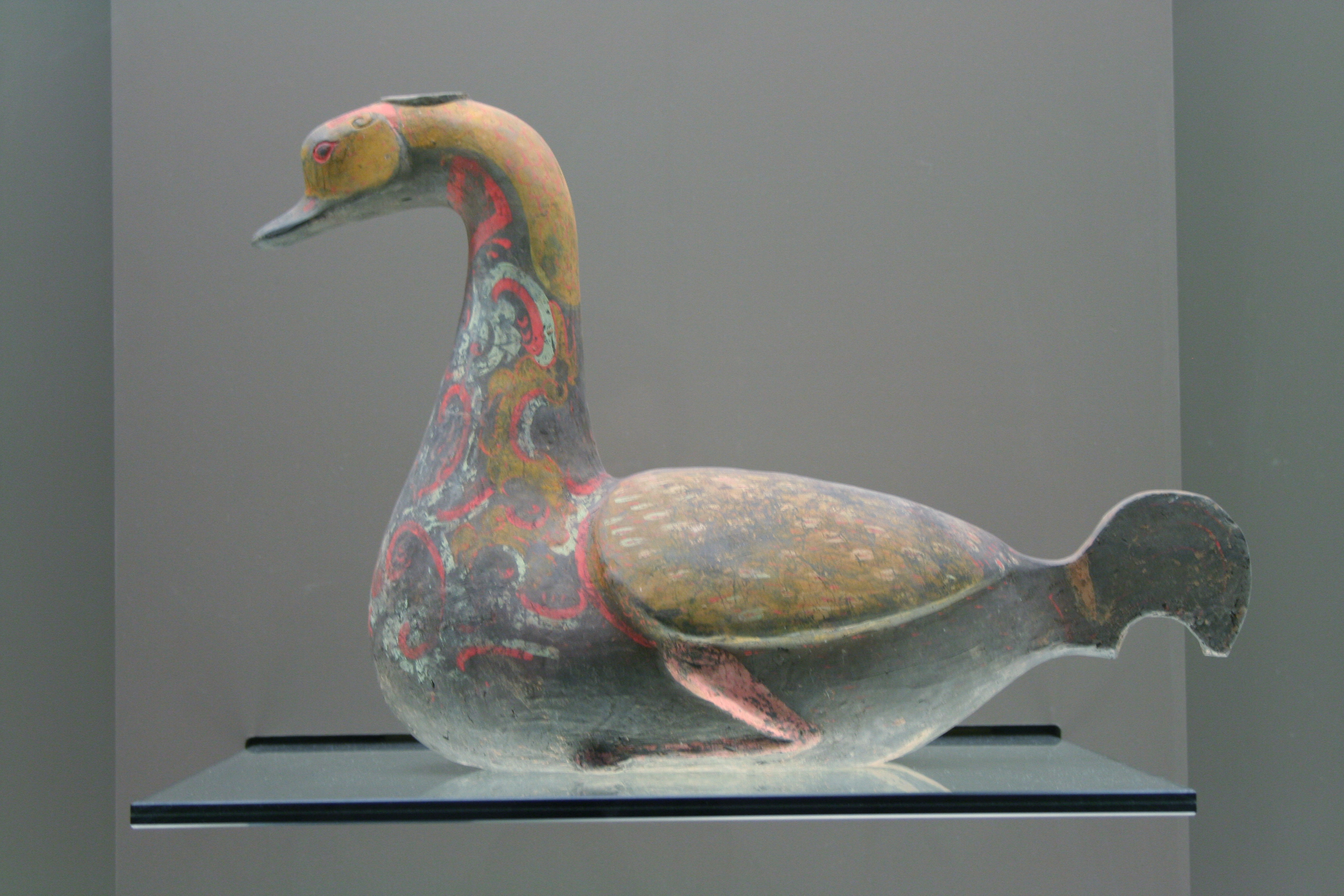
Jarra (?) en forma de ganso. Terracota pintada, H. 33,4 cm. Han del oeste (206 a. C.-9 d. C.)
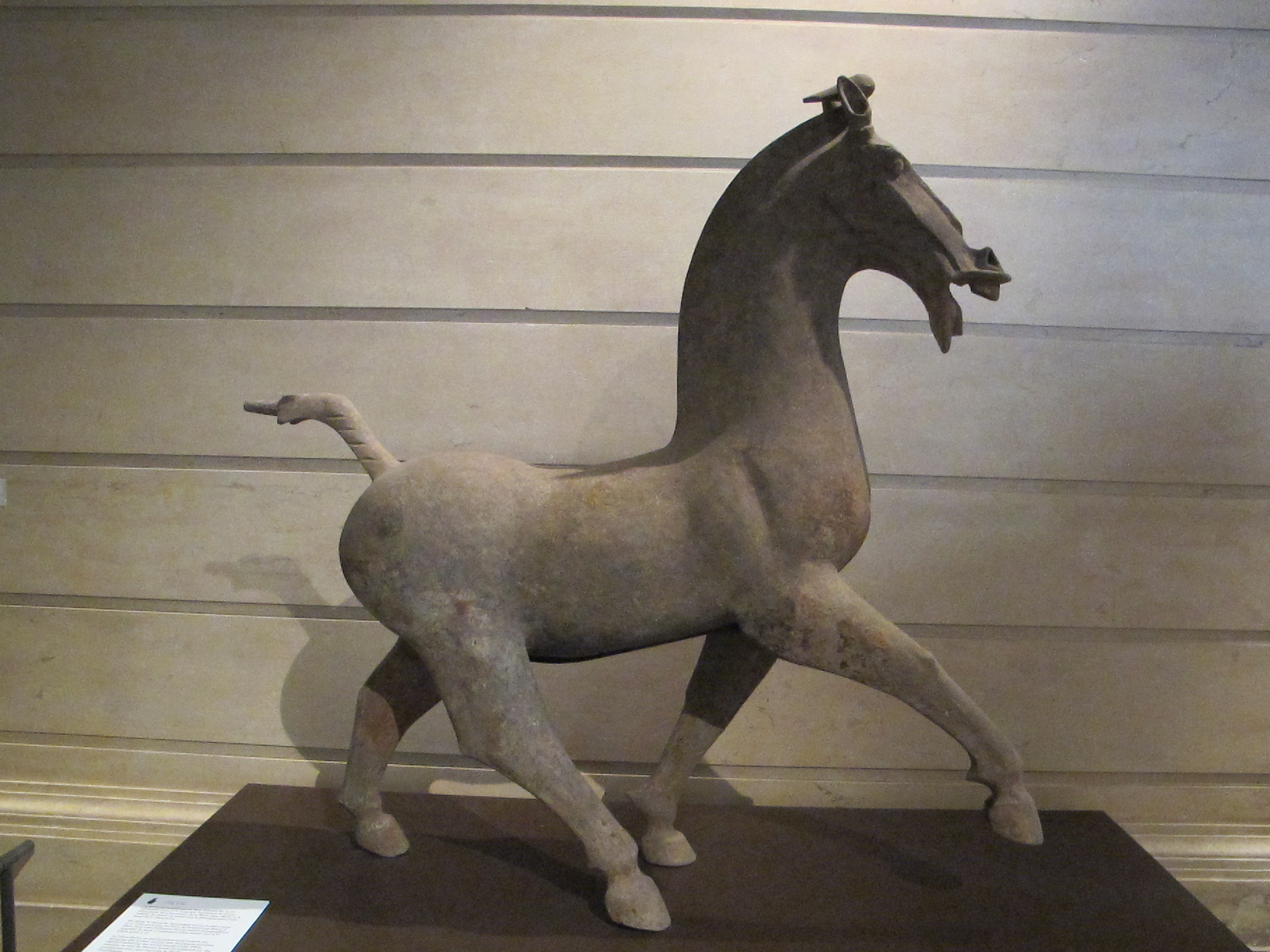
Gran caballo al trote. Terracota, H. 135 cm. Arte funerario Han del Este (25-220). Sichuan
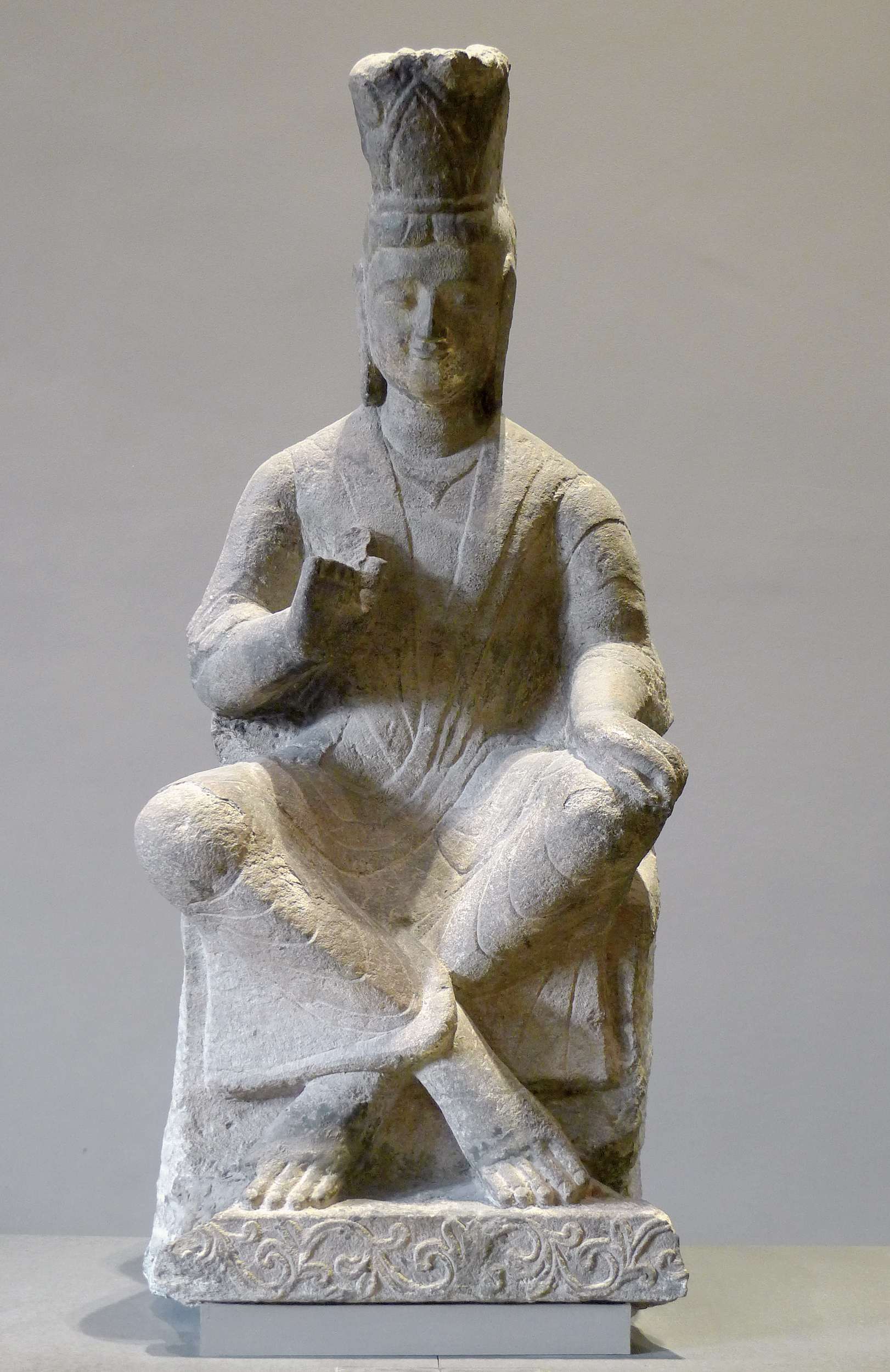
Bodhisattva Maitreya. Yungang, Shanxi. Gres, H. 130 cm. Dinastía Wei de Norte, (386-534)
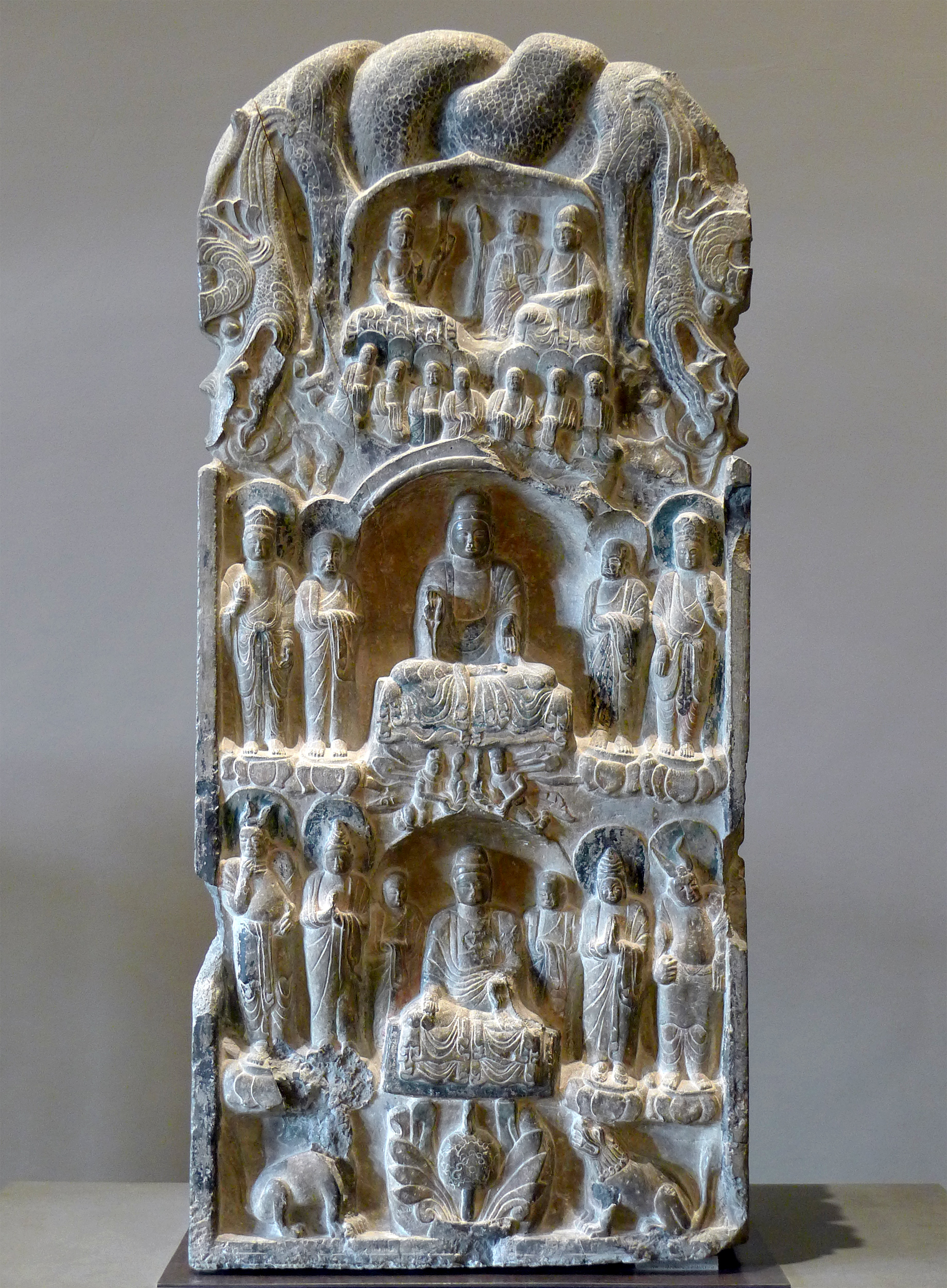
Estala budica, fechada 560. Piedra, H. 130 cm. Dinastía Qi de Norte (550-577)
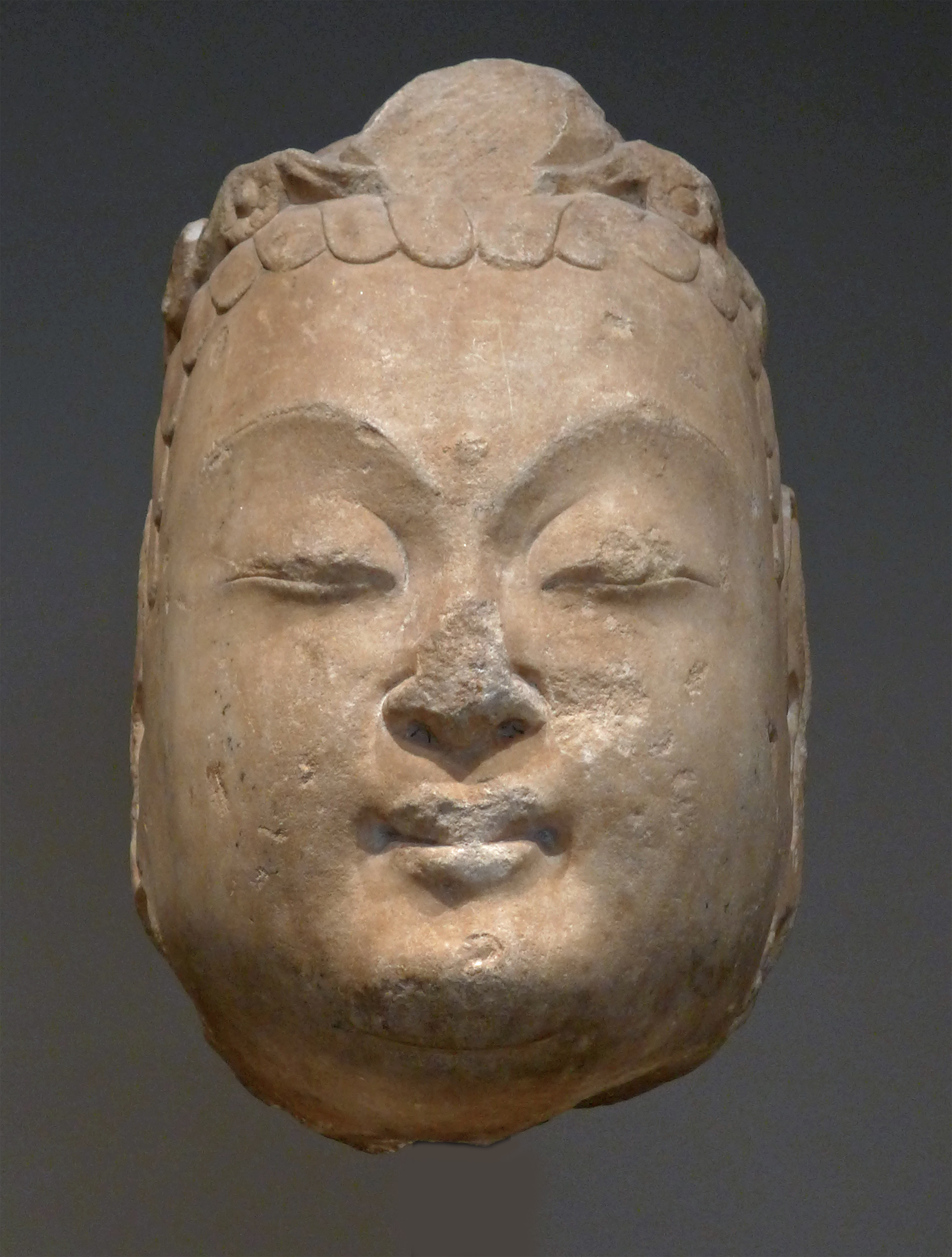
Cabeza de Bodhisattva. Mármol, H. 32,5 cm - Dinastía Sui (581-618), hacia 600.
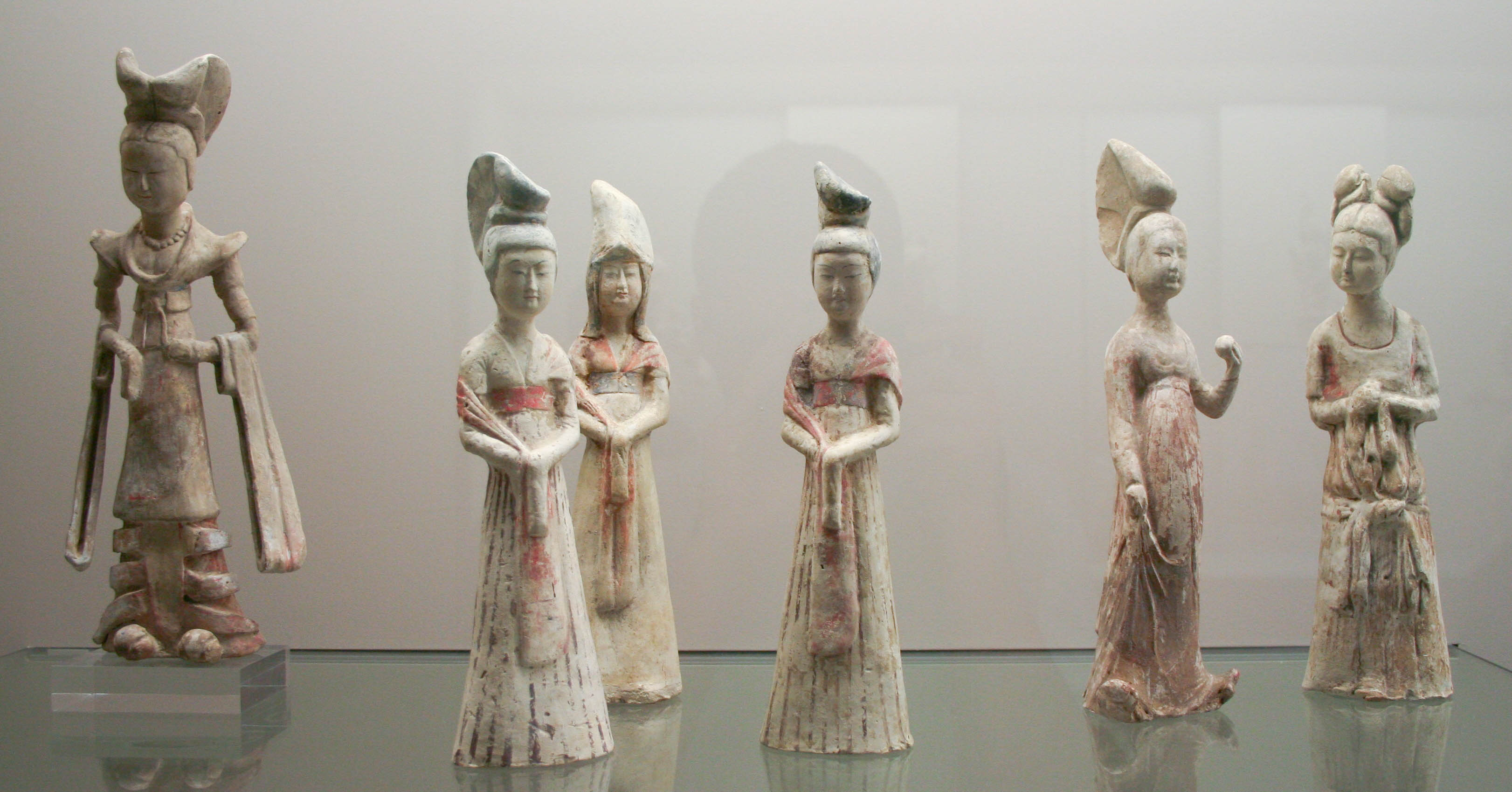
Figurines mingqi representando señoras del Patio de la dinastía  Tang (618-907).
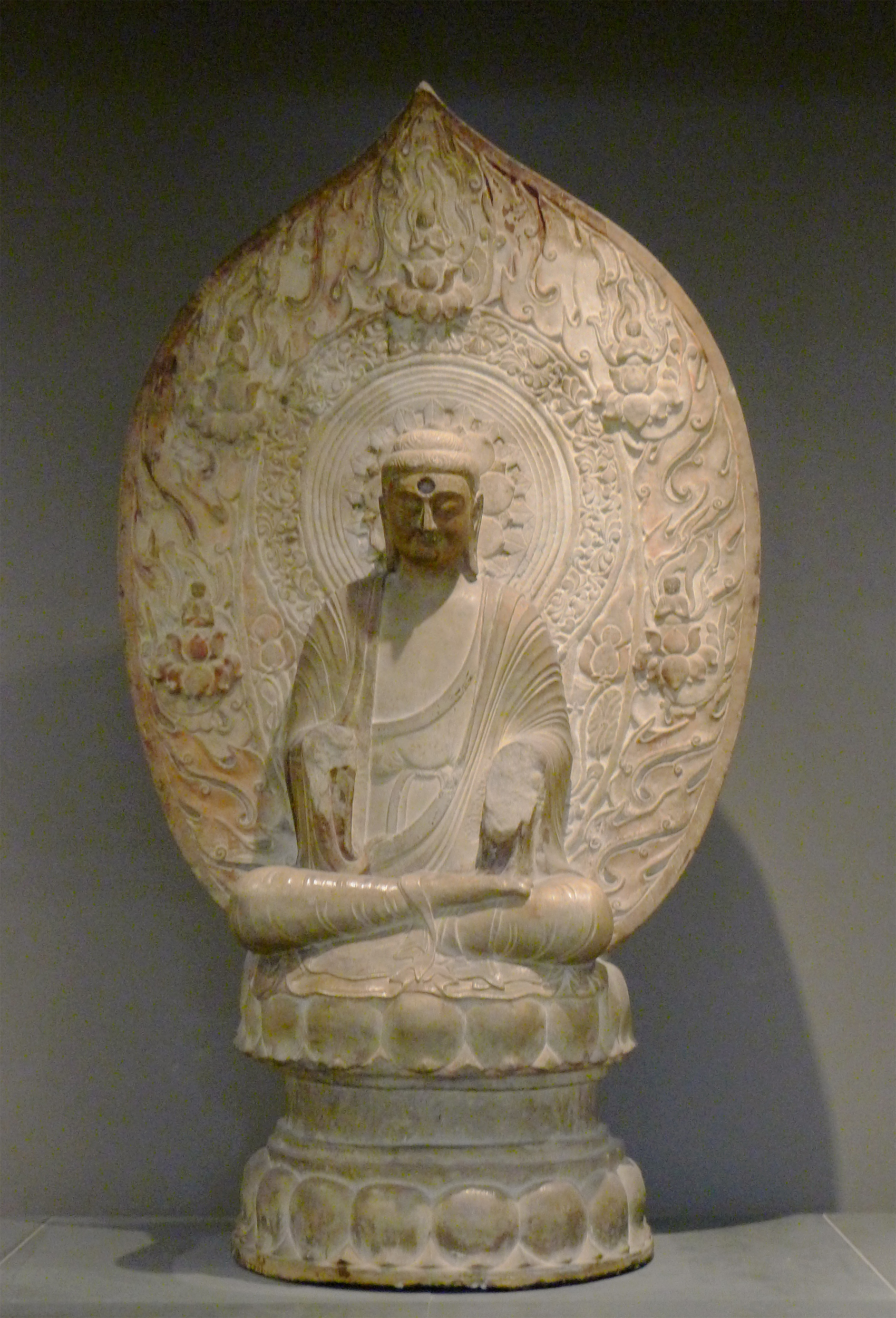
Buda Amitābha (Amida). Hebei. Mármol. Dinastía Liao (907-1112)
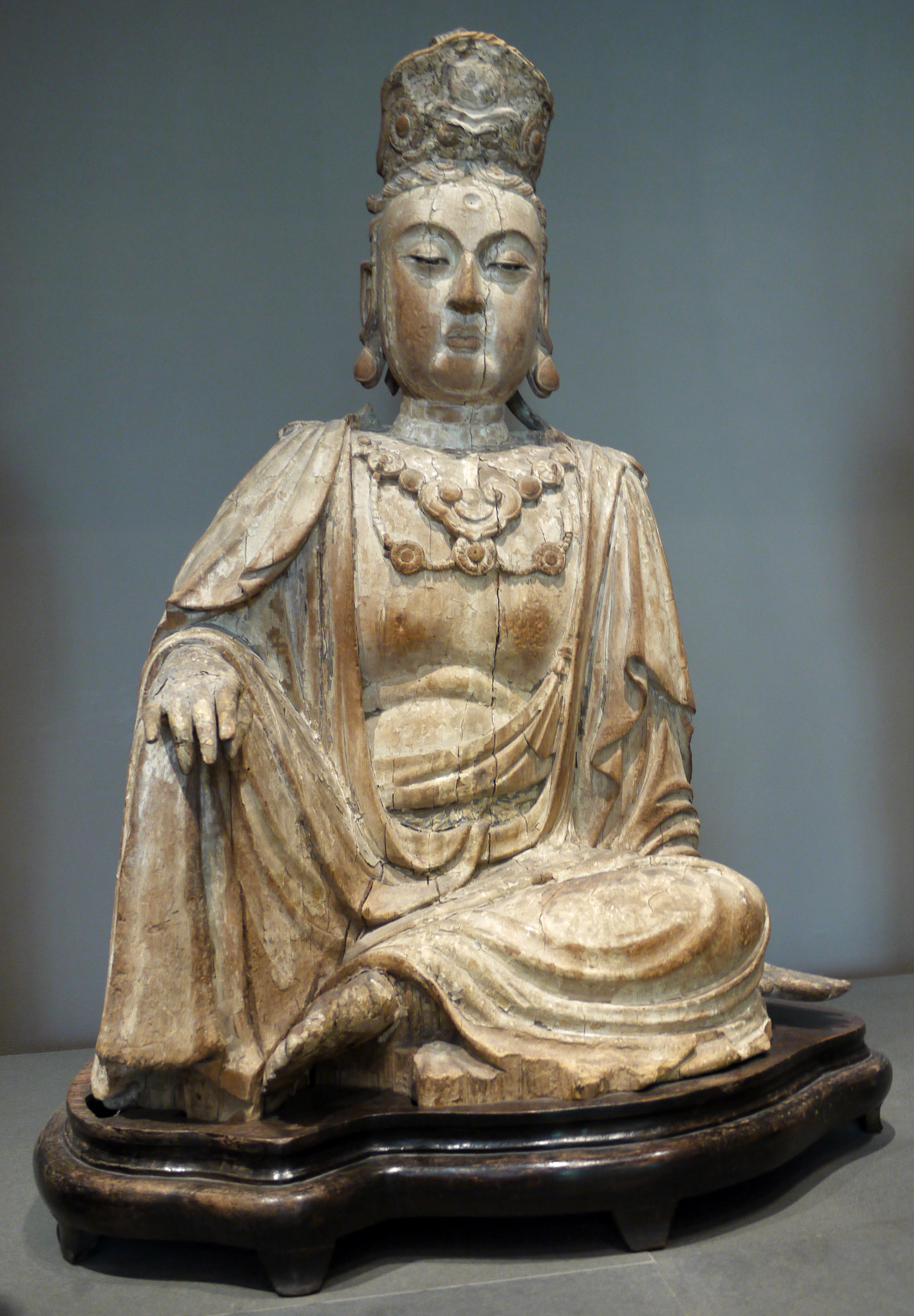
Bodhisattva Avalokiteśvara (Guanyin) sentado en posición de relajación. Madera con rastros de policromía, H. 84 cm. Comienzo Ming (1368–1644).
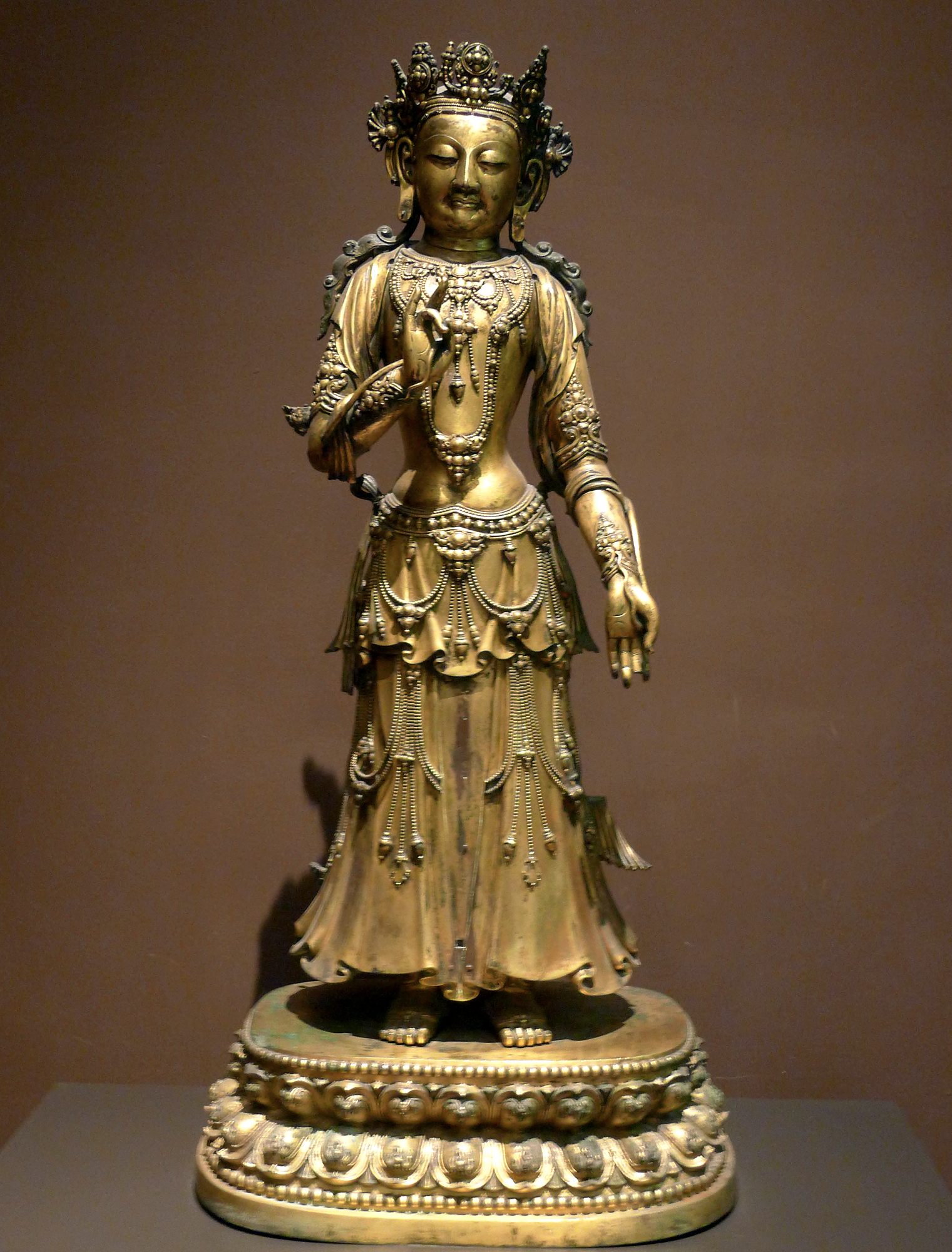
Bodhisattva. Bronce dorado, H. 66 cm. Dinastía Ming (1368-1644)